# Ford Falcon (FG)
Pour un aperçu complet de tous les modèles de Falcon, voir Ford Falcon (Australie).
La Ford Falcon (FG) est une voiture full-size qui a été produite par Ford Australie de 2008 à 2014. Il s'agissait de la première itération de la septième et dernière génération de ce modèle de fabrication australienne. Sa gamme ne comportait plus l'insigne Fairmont de luxe, remplacé à la place par la G-Series.

## Présentation et changements
La Falcon série FG a été présentée pour la première fois lors d'une conférence de presse le 17 février 2008 et vendue jusqu'en octobre 2014.

### Changement de la gamme
Pour prendre un nouveau départ, Ford Australie a décidé de révolutionner la désignation de tous les modèles de la gamme. En particulier, les modèles Futura, Fairmont et Fairmont Ghia de longue date ont été respectivement remplacés par les modèles G6 et G6E plus contemporains. Le surnom FG fait référence à la Fairmont Ghia, désormais abandonnée. La FG a été remplacée en décembre 2014 par la série FG X.

### Groupes motopropulseurs
Le moteur standard de la Falcon FG est un six cylindres en ligne VCT de 4,0 litres avec 24 soupapes; qui produit une puissance maximale de 195 kW (265 ch) à 6 000 tr/min et un couple maximal de 391 N m à 3 250 tr/min. Depuis la production de juillet 2010, tous les moteurs six cylindres en ligne (à l'exception des modèles E-Gas) répondent aux normes d'émission Euro 4. La transmission automatique ZF à six vitesses est la seule transmission disponible (à l'exception des modèles XR qui disposent de série d'une transmission manuelle à six vitesses, avec l'option de la transmission automatique). Ceci, combiné à des mises à jour matérielles, a amélioré la consommation de carburant à 9,9 litres aux 100 km pour toutes les berlines d'entrée de gamme avec moteur essence atmosphérique et à 10,7 litres aux 100 km pour les variantes utilitaires équivalentes. La version hautes performances du six cylindres en ligne turbocompressée produit 270 kW (367 ch) à 5 250 tr/min et 533 N m de couple à partir de 1 950 tr/min ; ce moteur est disponible dans les XR6 Turbo et G6E Turbo. La variante Turbo produit jusqu'à 480 N m de couple à seulement 1 500 tr/min.
En 2011, Ford a introduit un nouveau système GPL dans la Falcon, commercialisé sous le nom "EcoLPI", le système comprend une injection de liquide par opposition à la configuration de vapeur utilisée dans le système E-Gas précédent. La nouvelle configuration d'injection s'accompagne de nouveaux pistons et segments légers, d'un taux de compression plus élevé de 12,0:1 et d'autres modifications qui améliorent la puissance et l'économie. La puissance a augmenté de 27 %, passant de 156 kW (212 ch) à 198 kW (270 ch) à 5 000 tr/min, et le couple a augmenté de 10 %, passant de 374 N m à 409 N m à 3 250 tr/min. Pour la puissance et le couple, ces chiffres correspondent pratiquement à la version essence lorsqu'il fonctionne avec du carburant à indice d'octane 95. Outre les gains de puissance, la consommation de carburant a baissé d'environ 15 % tandis que la puissance de pointe de 198 kW (270 ch) est atteinte à seulement 5 000 tr/min. En plus des améliorations apportées au moteur, le nouveau système GPL dispose désormais de série d'une boîte automatique à 6 vitesses. Le nouveau système était disponible à partir de juillet 2011 et était une option dans les modèles équipés du moteur 6 cylindres atmosphérique.
Ford a introduit le moteur Ecoboost de 2,0 L en 2012, qui consomme 20 % moins de carburant et émettra beaucoup moins d'émissions de CO2 que le moteur actuel de 4,0 L. Le moteur aura au moins 179 kW (243 ch) et 353 N m, le couple maximal sera disponible de 2 000 tr/min jusqu'à 5 500 tr/min. La consommation de carburant est estimée à environ 8 litres aux 100 km. La Falcon sera la première application utilisant le moteur Ecoboost sur une propulsion arrière, cependant, il n'est pas capable d'égaler un couple de 370 N m disponible dès 1 500 tr/min sur la version essence de 4,0 L.

### Sécurité
La gamme FG a obtenu une note de sécurité de cinq étoiles à l'ANCAP, c'est la première voiture fabriquée en Australie à le faire, obtenant un score de 34,6 sur 37.

## Gamme de modèles
La Ford Falcon FG comprenait 7 niveaux de finition différents, divisés en 3 trois groupes distincts :
- La Falcon de base
- La série G6 de luxe
- La Falcon XR de sport

Les modèles spécifiques comprenaient la Falcon XT, les G6, G6E et G6E Turbo de luxe et les XR6, XR6 Turbo et XR8 de sport. Les variantes pickups comprenaient le Falcon Ute de base, R6, XR6, XR6 Turbo et XR8.

### Falcon XT
La XT est le modèle de base de la gamme Falcon FG. La XT a un réglage de suspension de classe affaires : la suspension arrière est la Control Blade IRS de Ford, et la suspension avant est un lien de pivot virtuel, la même architecture que celle du Territory. Les freins sont repris de la Falcon BF. Le moteur est le moteur six cylindres en ligne Barra révisé qui produit désormais 195 kW (265 ch) à 6 000 tr/min et 391 N m de couple.
La spécification du moteur atmosphérique de la XT est identique à celle des variantes XR6, G6, G6E et non turbo du véhicule utilitaire alimentés par le moteur de 4,0 L. Au lancement, la transmission standard était une nouvelle transmission automatique à 5 vitesses, remplaçant la précédente transmission à 4 vitesses conçue et fabriquée en Australie. La transmission automatique ZF à 6 vitesses était optionnelle depuis le lancement en 2008. En juillet 2010, la transmission 6 vitesses est devenue standard. Les transmissions 5 et 6 vitesses conservent le rapport de différentiel ouvert final de 2,73:1 avec différentiel à glissement limité en option sur les modèles XR6.
Le nouveau langage de style est basé sur le Kinetic Design que Ford Europe utilise pour ses voitures. L'intérieur a été amélioré par rapport au modèle précédent. La console centrale a été surélevée pour donner une sensation plus luxueuse et plus spacieuse. L'intérieur est plus spacieux et offre une meilleure entrée et sortie pour les passagers avant et arrière. La XT est désormais mieux équipée, elle dispose d'un lecteur CD compatible MP3, prise d'entrée audio auxiliaire de 3,5 mm, climatisation automatique à zone unique, régulateur de vitesse, dossier de la banquette arrière rabattable en 60/40, vitres avant et arrière électriques, quatre airbags, contrôle dynamique de la stabilité (CDS) avec assistance au freinage d'urgence et un système d'avertissement de fatigue du conducteur. Depuis le 1er septembre 2008, tous les modèles XT étaient spécifiés avec des jantes en alliage en équipement standard, auparavant une option payante Cela a remplacé les roues en acier standard de 16 × 6,5 pouces qui utilisaient des enjoliveurs de roue en plastique ou des enjoliveurs avec moyeu central.

### Falcon XR6
Le modèle de base de la gamme XR comprend le même moteur six cylindres en ligne de 4,0 L que les XT, G6 et G6E. Elle a les mêmes caractéristiques que la XT, plus une transmission manuelle à 6 vitesses, jantes alliage à 5 branches de 17 × 8 pouces; des jantes de 18 et 19 pouces sont disponibles en option, suspension arrière indépendante (SAI) Sports Control Blade, kit carrosserie avec jupes latérales et pare-chocs arrière sport, aileron arrière, feux de brouillard avant, volant gainé de cuir avec commandes audio montées dessus, couvre-pédales en alliage et sièges sport en tissu. Elle peut également être équipée d'une transmission automatique, avec un choix de 5 ou 6 vitesses. Les deux ayant une accélération légèrement plus rapide que la variante manuelle. Depuis juillet 2010, la boîte automatique à 5 rapports n'est plus disponible.

### Falcon XR6 Turbo
Le modèle Turbo de la XR6 est livré avec toutes les caractéristiques de la XR6 standard plus des jantes en alliage à cinq branches de 18 × 8 pouces, différentiel à glissement limité et freins avant améliorés (rotors de 322 mm au lieu des rotors standards de 298 mm) sans option pour des disques arrière ventilés de 328 × 26 mm comme sur les modèles XR6T et XR8 BF Mk1, perdant la capacité de freinage globale des disques arrière solides de 303 × 16 mm, le même matériel trouvé dans la XT BA d'origine de 2002. Elle utilise le même moteur six cylindres en ligne Turbo de 4.0L que la G6E Turbo. La transmission automatique à six vitesses utilisée dans les modèles turbocompressés est la 6HP26 qui est conçue pour gérer plus de couple que la 6HP21 utilisée dans les modèles non turbo. En matière de performances, il est considéré comme le modèle le plus rapide de la gamme Falcon FG, capable d'un 0-100 km/h en 4,8 s (réel), à l'exclusion des modèles FPV basés sur la Falcon du partenaire de véhicules de performance de Ford Australie, Ford Performance Vehicles. Le moteur six cylindres en ligne turbocompressé a une puissance maximale de 270 kW (367 ch) et un couple maximal de 533 N m. Le moteur six cylindres en ligne a la capacité de fournir au conducteur une fonction Overboost qui s'engage temporairement lorsque l'accélérateur est complètement enfoncé à la vitesse permettant jusqu'à 324 kW pendant 10 à 20 secondes et entre 586 et 640 N m de couple pendant une très brève période de temps.
Les XR6 et XR6 Turbo peuvent être proposés la finition optionnelle "XR Luxury", qui ajoute des sièges sport en cuir et des inserts décoratifs en carbone noir, climatisation à deux zones, jantes alliage de 19 × 8 pouces et son haut de gamme. La finition "Tech" est également disponible et ajoute l'intégration Bluetooth et iPod; les deux finitions optionnelles ajoutent presque toutes les fonctionnalités de la G6E (moins la caméra de recul, airbags rideaux et latéraux pour le thorax, un siège conducteur à 8 réglages électriques et des rétroviseurs à mémoire, porte-lunettes de soleil et clignotants sur les rétroviseurs)

### Falcon XR8
La XR8 avait les mêmes caractéristiques que la XR6 Turbo. Le capot bombé et les emblèmes sur les jupes latérales la différenciaient des autres modèles XR. Le V8 BOSS 290 a été directement repris de la FPV GT précédente, avec une puissance maximale de 290 kW (394 ch) et un couple maximal de 520 N m; cependant ses performances étaient un peu moins impressionnantes que celles de la XR6 Turbo malgré un avantage de 20 kW (27 ch) selon les chiffres officiels; bien qu'il soit largement connu que le BOSS 290 génère 311 kW et 545 N m au volant contre les 295 kW/540 N m du BOSS 260 de la BA/BF. Elle était également subjectivement moins agile dans les virages en raison d'une partie avant nettement plus lourde. Bien que légèrement plus lente dans certains cas, moins économique et plus chère que son homologue XR6 Turbo, elle était et est toujours considérée comme plus populaire parmi les passionnés de Falcon plus traditionnels qui préfèrent le son, la sensation et l'ambiance d'un V8 atmosphérique que le son, les performances hors du commun et l'enveloppe de performances globale plus large du six cylindres en ligne Barra 270 Turbo. Cependant, la XR8 s'est mal vendue par rapport à la XR6 Turbo, la majorité du volume étant dans les ventes de services publics.
La Falcon XR8 a été abandonnée en juin 2010 en raison de la non-conformité de son moteur de 5,4 litres à la norme d'émissions Euro IV adoptée par l'Australie à l'époque. Bien qu'initialement prévu d'être réintroduite en 2011 avec le moteur "Coyote" de 5,0 litres utilisé dans la Ford Mustang GT, le modèle a été réintroduit en 2014 avec la Falcon série FG-X, dotée du moteur de 5,0 litres.

### G Series
Au-dessus de la XT, c'est le modèle de base de la G Series. La G6 est la remplaçante directe de la Futura. Elle est propulsée par le même moteur de 4,0 L et il était à l'origine couplé à la boîte automatique à cinq vitesses (mise à niveau vers la boîte automatique ZF à six vitesses en 2010). Outre la suspension, qui est le réglage sport-luxe trouvée dans la G6E, la transmission de la voiture est la même que celle de la XT. Les niveaux d'équipement sont augmentés dans la G6. Elle est livrée avec des phares antibrouillard avant, un volant gainé de cuir avec commandes audio montées dessus, capteurs de stationnement arrière, kit carrosserie avec jupes latérales et pare-chocs arrière sport et jantes alliage de 17 pouces.
La G6 Limited Edition se composait de seulement 1 500 unités, basées sur la G6. La G6 Limited Edition ajoutait des sièges en cuir Shadow, Bluetooth, intégration iPod, volant sport gainé de cuir, contours de phares antibrouillards uniques, calandre (supérieure et inférieure) avant unique, un insert de pare-chocs arrière unique, rideaux gonflables latéraux et jantes alliage de 18 pouces (17 pouces sur le modèle E-Gas).
La G6E est une avancée par rapport à la G6, elle remplace l'ancienne Fairmont Ghia. Elle comprend toutes les caractéristiques de la G6, plus une transmission automatique ZF à six vitesses, climatisation automatique à deux zones, un système audio haut de gamme, sièges en cuir, intégration de téléphone portable en Bluetooth, caméra de recul, airbags rideaux et latéraux pour le thorax, un siège conducteur à 8 réglages électriques, jantes alliage à 10 branches de 17 × 8 pouces, plaques de seuil avant et une console pour lunettes de soleil au pavillon. Elle comporte également des clignotants latéraux de style Mercedes-Benz sur les rétroviseurs latéraux, similaires à ceux des voitures européennes haut de gamme.
Les Ford Falcon équipées d'un GPS (Ford G Series) peuvent avertir des incidents de circulation via un canal de messages du trafic.
La G6E Turbo est la même que la G6E, sauf qu'elle a un moteur six cylindres en ligne turbocompressé, jantes alliage à 7 branches de 18 × 8 pouces, suspension plus basse, console centrale noir piano plutôt qu'argent, intégration iPod, décalcomanies turbo et un becquet monté sur le coffre. Le moteur est le même que celui de la XR6 Turbo.
À partir de la production d'avril 2009, une mise à jour a été introduite. Cela impliquait une amélioration de la consommation de carburant sur les modèles à moteur six cylindres équipés de l'option de transmission automatique à six vitesses. Il a également été annoncé que les modèles GPL E-Gas, comme les versions essence de la gamme des berlines FG, avaient reçu cinq étoiles au test de sécurité ANCAP. La note de cinq étoiles, contre quatre auparavant, n'était pas due à des modifications structurelles de la FG, mais à l'introduction du contrôle électronique de la stabilité (CES) qui n'était auparavant installé que dans les berlines FG essence. Le CES a également été standardisé dans les Falcon E-Gas BF III break encore en production (auparavant indisponibles). L'équipement CES sera étendu aux styles de carrosserie utilitaires à partir de mai 2009, à l'exception du XL de base et le R6 Ute, où il sera facultatif. À partir de juin 2010, tous les modèles berlines ont reçu l'intégration de téléphone portable par Bluetooth et l'intégration d'iPod en équipement standard.

### MkII
La MkII, introduite en 2011, est la première mise à niveau visuelle majeure de la Falcon FG depuis son introduction en 2008. La MkII a un carénage avant révisé similaire à celui du Ford Territory SZ, cela comprend une calandre supérieure plus petite et une calandre inférieure octogonale plus grande, ainsi que des ensembles de phares et d'antibrouillard révisés et les modèles G6E et G6E Turbo sont équipés de série de feux de position à LED. Tous les nouveaux niveaux de spécification (sauf XT et XL) bénéficient du nouveau CCI (Centre de commandement intérieur), l'unité est un écran tactile de 20 cm avec des cartes 2D et 3D, SUNA Traffic met à jour les avertissements de vitesse et de radars, l'affichage du numéro de rue et il est totalement intégré.
Les caractéristiques de sécurité améliorées de la MkII comprennent six airbags (doubles avant, doubles latéraux et doubles rideaux) qui seront de série sur tous les modèles berlines, le système de contrôle dynamique de la stabilité « Generation 9.0 » est standard sur toute la gamme et les capteurs de stationnement arrière sont maintenant standard. La MkII a été mis en vente fin 2011, avec une option de moteur quatre cylindres turbocompressé EcoBoost devenant disponible début 2012.

## Gamme FPV
Article principal: Ford Performance Vehicles
Comme pour les précédentes Falcon séries BA et BF, Ford Performance Vehicles (FPV) a produit des versions hautes performances de la Falcon FG. Cela comprenait les variantes berline, les GT, GT-P et GT E à moteur V8 F6 et les variantes utilitaire basées sur le Falcon Ute, les Pursuit et Super Pursuit à moteur V8 F6 Ute. Les modèles F6 étaient équipés d'un moteur six cylindres en ligne turbocompressé DOHC de 4,0 L avec 24 soupapes, qui produisait une puissance maximale de 310 kW (422 ch) à 5 500 tr/min et un couple maximal de 565 N m allant de 1 950 à 5 200 tr/min. Tous les autres modèles étaient propulsés par un moteur V8 Boss de 5,4 L, qui produisait 315 kW (428 ch) à 6 500 tr/min et 551 N m de couple à 4 750 tr/min. En octobre 2009, FPV a lancé une variante de luxe du modèle F6-E, qui était équipée de la même manière qu'une GT E mais avec un moteur F6. Toujours en octobre 2009, FPV a mis en vente un modèle GS pour commémorer la plaque signalétique de la GS historique des années 1970, qui était vendue à la place de la Falcon XR8. C'était limité à 250 berlines et 75 pickups, et c'était propulsé par un V8 désaccordé de la GT. Ses caractéristiques extérieures distinctives comprenaient des décalcomanies "GS" uniques et des roues en argent foncé.
En octobre 2010, FPV a introduit un moteur suralimenté, tout en alliage et à 4 soupapes par cylindre, le V8 Coyote "Miami" DOHC 5,0 L de 4 951 cm3, pour remplacer l'ancienne unité Boss de 5,4 L. Une version de 315 kW (428 ch) a été introduite dans le modèle FPV GS (qui remplace l'ancienne XR8) et une version de 335 kW (455 ch) a été développée pour les modèles FPV GT, GT E et GT-P.
Les éditions limitées de cette gamme comprenaient la GT "Black", la GT "R-Spec" et, surtout, la GT F "351". Ces voitures avaient des moteurs plus puissants (335 kW (455 ch) pour les deux premières et 351 kW (478 PS) à 6 000 tr/min et 570 N m à 2 500–5 500 tr/min de couple pour la GT F) et les "R-Spec" et "351" comportaient également une finition de tenue de route amélioré mis en évidence par des roues arrière plus larges de 229 mm. De plus, les tests au banc d'essai montrent que ce moteur produit beaucoup plus de puissance que les 315, 335, 345 et 351 kW cités, des chiffres supérieurs à 380-400 kW (517-542 ch) aux roues arrière ou ~520-550 kW (707-748 ch) au volant. Ils ont également introduit le contrôle de lancement et la nomenclature "351" de la GT F, qui est devenue la "Falcon GT F"inale, représente à la fois la puissance de son moteur mais rend également hommage à la cylindrée en pouces cubes de la Falcon GT d'origine,,,,.